# الرابطة الوطنية للمرأة الاشتراكية
كانت الرابطة الوطنية للمرأة الاشتراكية (بالألمانية: Nationalsozialistische Frauenschaft)، هي الجناح النسائي في الحزب النازي . تأسست الرابطة في أكتوبر عام 1931 كدمج بين العديد من الجمعيات النسائية الوطنية والوطنية الاشتراكية النازية.
كانت الرابطة الوطنية للمرأة الاشتراكية تابعة لقيادة الحزب الوطني النازي؛ حيث كانت الفتيات والشابات يتبعن جمعية البنات الألمانيات. ومن فبراير عام 1934 إلى نهاية الحرب العالمية الثانية في عام 1945، قادت الزعيمة النسوية جيرترود شولتز كلينك الرابطة الوطنية للمرأة الاشتراكية (1902-1999)، وأسست مجلة نصف شهرية تابعة لها أسمتها المجلة الوطنية الاشتراكية النسائية.
شملت أنشطة الرابطة تعليم استخدام المنتجات المصنعة في ألمانيا، مثل الزبدة والحرير، بدلاً من تلك المستوردة، كجزء من برنامج الاكتفاء الذاتي ودروس للعرائس وطلاب المدارس. كما قدمت الرابطة خلال فترة الحرب المرطبات في محطات القطارات، وجمعت الخردة المعدنية وغيرها من المواد، ووفرت دروسًا للطهي وغيرها من الفصول الدراسية، وخصصت خادمات منزلية للعائلات الكبيرة الشرق. اعتمدت منظمات الدعاية عليها باعتبارها المصدر الأساسي للدعاية النسائية.
بلغ إجمالي عدد أعضاء الرابطة الوطنية للمرأة الاشتراكية حوالي مليونين بحلول عام 1938، أي ما يعادل 40% من مجموع أعضاء الحزب.
عُرفت المجموعة الألمانية الوطنية للاشتراكيات النسائية باسم «كيندرشار Kinderschar»

## روابط خارجية
- Die NS-Frauenschaft at Lebendiges Museum Online. (بالألمانية)

- NS-Frauenpolitik und NS-Frauenorganisationen (NS women's policy and women's organisations] at Lebendiges Museum Online. (بالألمانية)